# Відсутній (фільм)
«Відсутній» (ісп. Ausente) — аргентинський іспаномовний фільм-драма 2011 року, поставлений режисером Марко Бергером. У основі сюжету стрічки — історія 16-тилітнього юнака, що закохався у свого тренера з плавання.
Прем'єра фільму відбулася 13 лютого 2011 року на 61-му Берлінському міжнародному кінофестивалі, де він здобув премію «Тедді» за найкращий художній фільм з формулюванням за «оригінальний сценарій, інноваційно естетичний і складний підхід, який створює динамізм та унікальне поєднання гомоеротичного бажання, невідомості і драматичного напруження» .

## Сюжет
Під час занять у басейні Мартін травмував око. Себастьян, тренер з плавання, супроводжує хлопця до лікарні і після відвідування окуліста пропонує відвезти його додому. Але Мартін пояснює, що обставини склалися так, що сьогодні йому ніде ночувати. Себастьяну не залишається нічого іншого, як запросити учня на нічліг до себе. Наступного дня тренер дізнається, що юнак збрехав, але не може зрозуміти істинних мотивів і намірів Мартіна, який до нестями закоханий у свого наставника…

## У ролях
| Карлос Ечеваррія  | ···· | Себастьян     |
| Хав'єр Де П'єтро  | ···· | Мартін        |
| Антонелла Коста   | ···· | Маріана       |
| Алехандро Барберо | ···· | Хуан Пабло    |
| Росіо Павон       | ···· | Аналіа        |
| Луїс Манго        | ···· | Пілето, лікар |

## Визнання
| Нагороди та номінації фільму «Відсутній» | Нагороди та номінації фільму «Відсутній»                    | Нагороди та номінації фільму «Відсутній»  | Нагороди та номінації фільму «Відсутній» | Нагороди та номінації фільму «Відсутній» | Нагороди та номінації фільму «Відсутній» |
| Рік                                      | Кінофестиваль/кінопремія                                    | Категорія/нагорода                        | Номінант                                 | Результат                                | Результат                                |
| ---------------------------------------- | ----------------------------------------------------------- | ----------------------------------------- | ---------------------------------------- | ---------------------------------------- | ---------------------------------------- |
| 2011                                     | 61-й Берлінський міжнародний кінофестиваль                  | Тедді за найкращий художній фільм         | Відсутній                                | Перемога                                 | [ 2 ]                                    |
| 2012                                     | Премія Академії кінематографічних мистецтв і наук Аргентини | Найкращий новий актор                     | Хав'єр Де П'єтро                         | Номінація                                |                                          |
| 2012                                     | Аргентинська асоціація кінокритиків                         | Срібний Кондор за найкращий відеофільм    | Відсутній                                | Перемога                                 |                                          |
| 2012                                     | Аргентинська асоціація кінокритиків                         | Срібний Кондор найкращому новому акторові | Хав'єр Де П'єтро                         | Номінація                                |                                          |